# Gedeukt kalkkopje
Het gedeukt kalkkopje (Physarum bethelii) is een slijmzwam behorend tot de familie Physaraceae. Het leeft saprofyt op naaldbomen- en struiken.

## Verspreiding
In Nederland komt het zeldzaam voor. 